# Sarilhos Grandes
Sarilhos Grandes ist eine Gemeinde (Freguesia) im portugiesischen Kreis Montijo. In ihr leben 3243 Einwohner (Stand 19. April 2021).

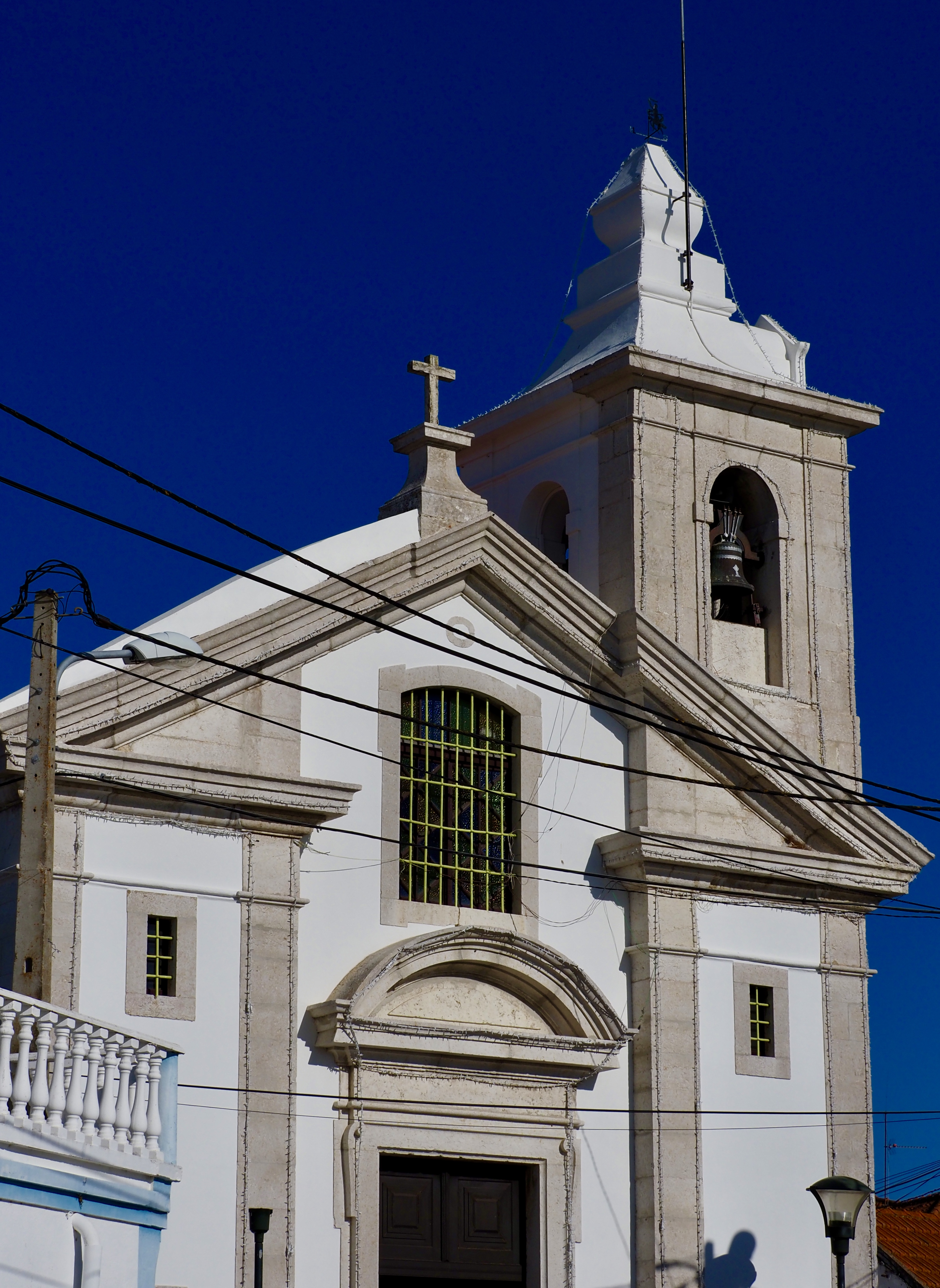
Die Kirche São Jorge und Kapelle Nossa Senhora da Piedade
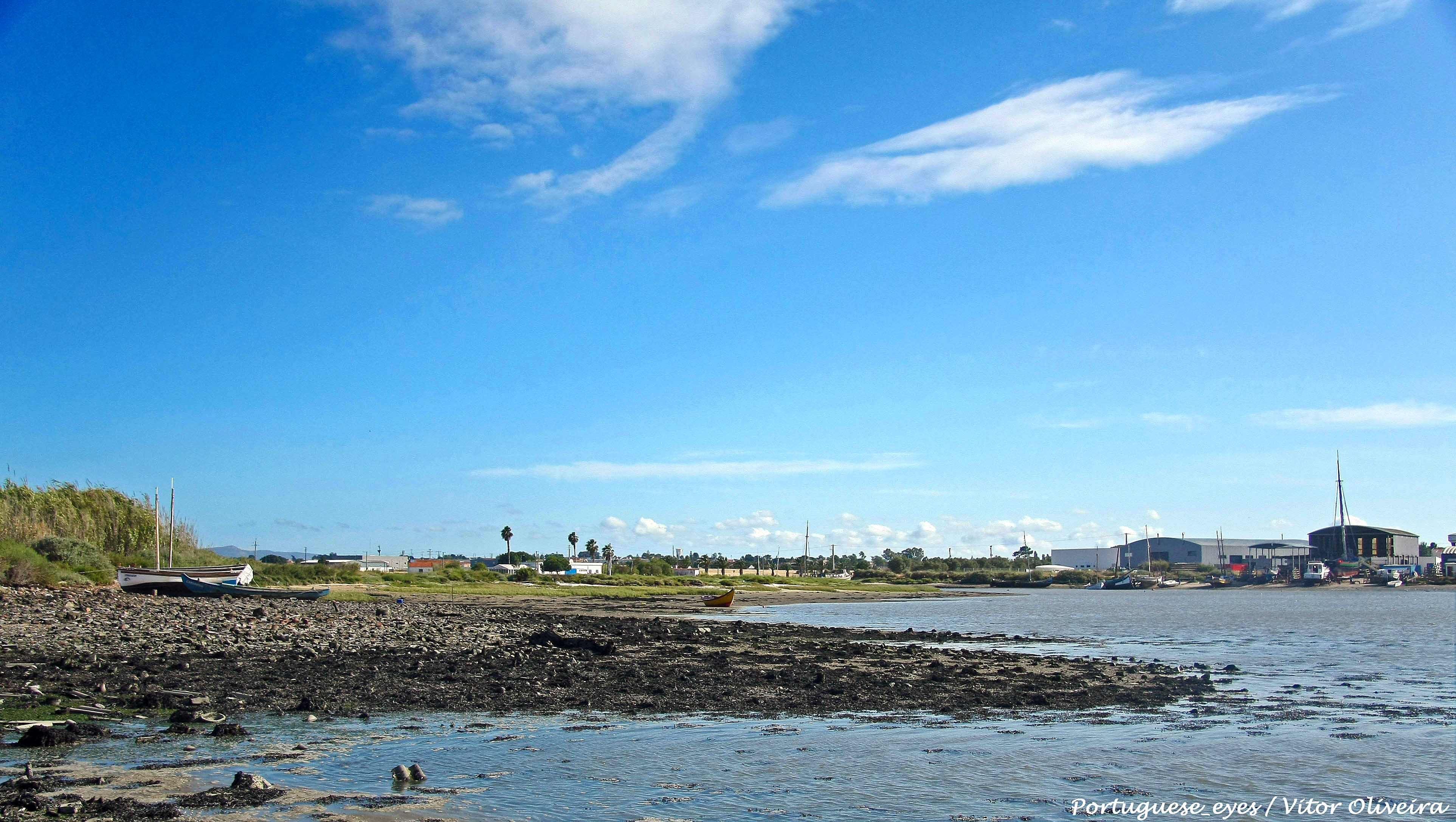
Bucht der Gemeinde
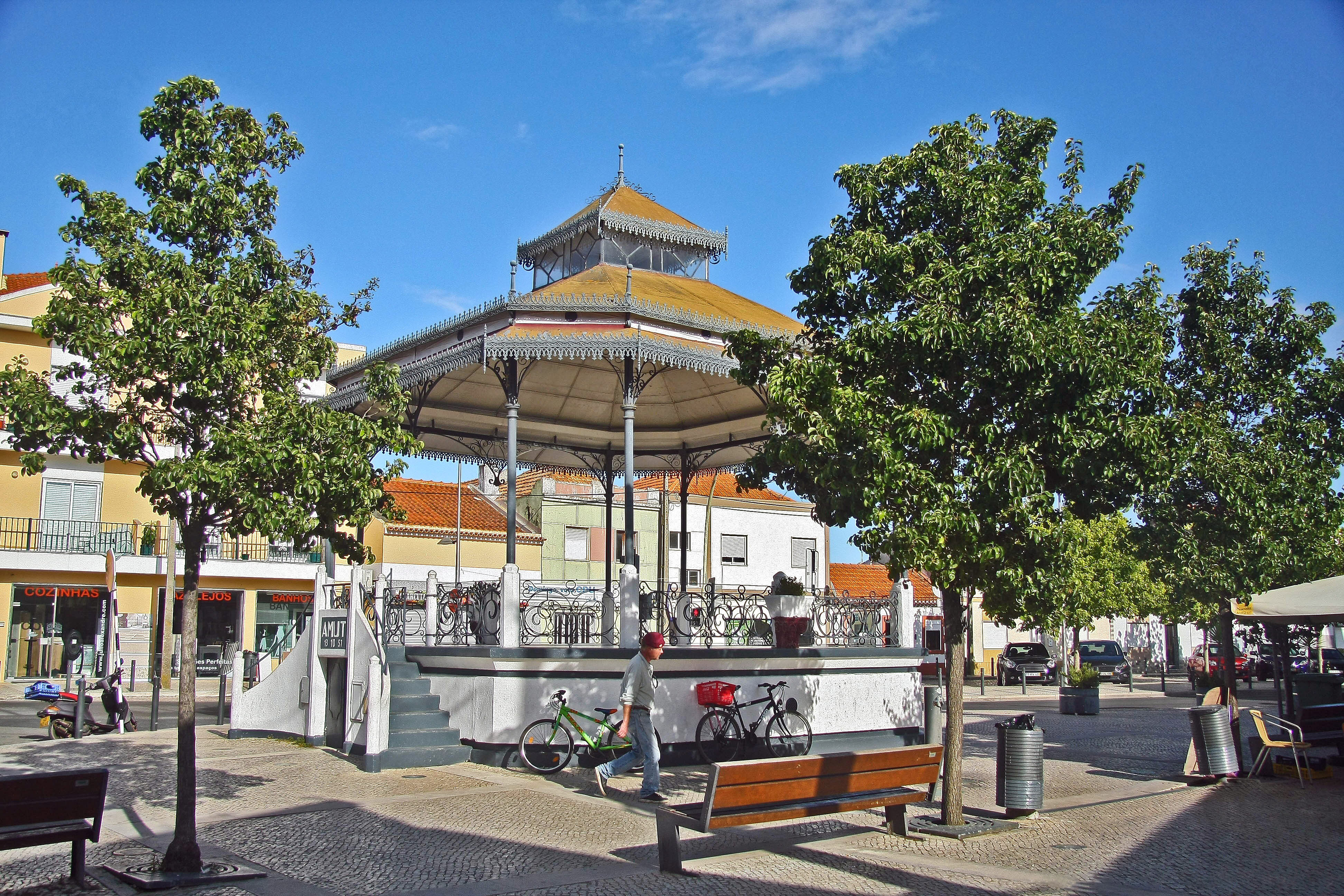
Stadtzentrum
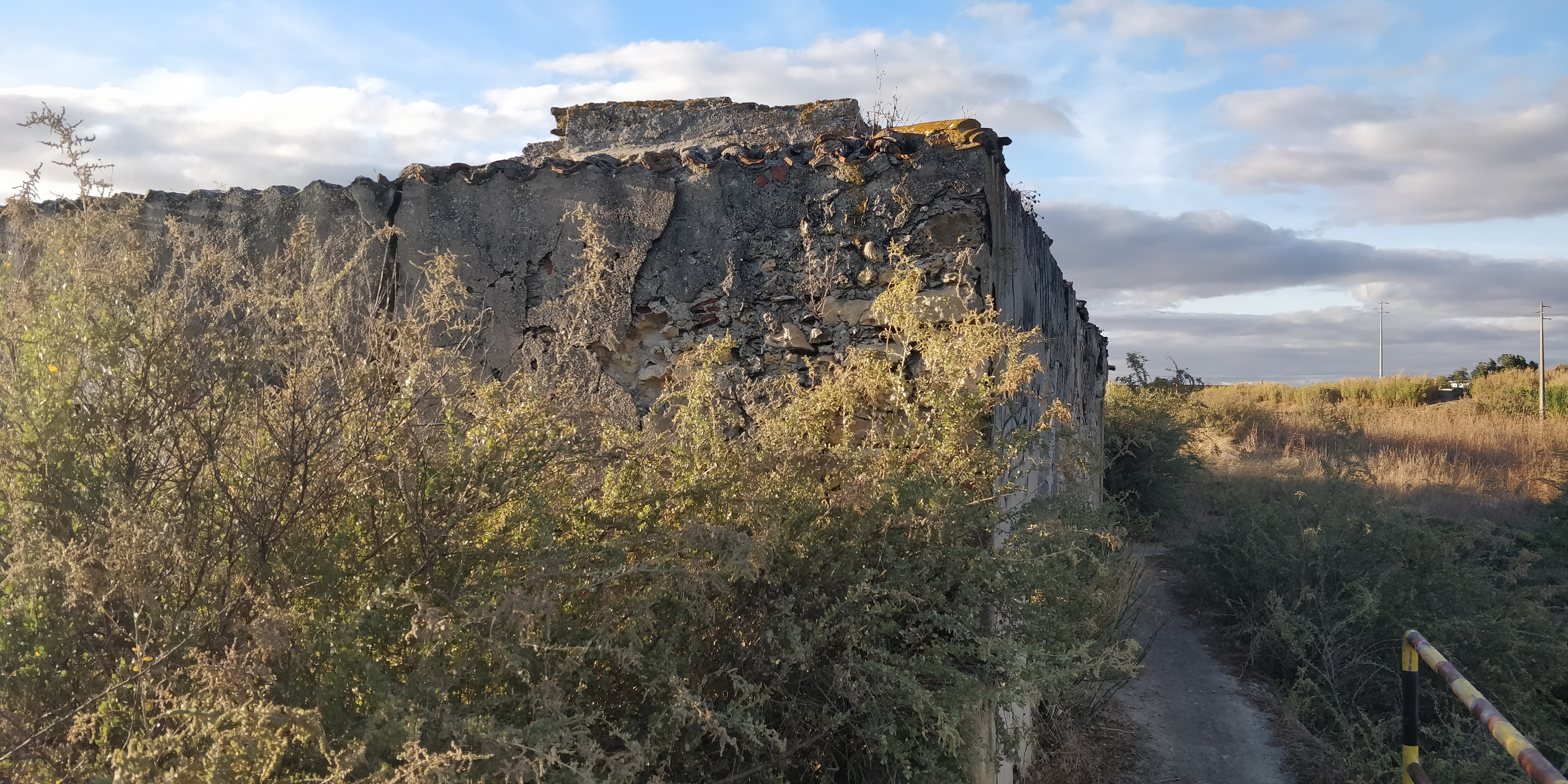
Ruinen einer Gezeitenmühle